# Invisible Circles
Invisible Circles è il terzo album pubblicato dalla band olandese Symphonic metal After Forever, nel 2004.

## Tracce
1. Childhood in Minor (strumentale) – 1:20
2. Beautiful Emptiness – 5:25
3. Between Love and Fire – 4:56
4. Sins of Idealism – 5:22
5. Eccentric – 4:10
6. Digital Deceit – 5:38
7. Through Square Eyes – 6:23
8. Blind Pain – 6:47
9. Two Sides – 4:34
10. Victim of Choices – 3:21
11. Reflections – 5:11
12. Life's Vortex – 5:53

## Formazione
- Floor Jansen - voce
- Bas Maas - chitarra
- Sander Gommans - chitarra
- Luuk van Gerven - basso
- Lando van Gils - tastiere
- Andre Borgman - batteria